# Ekkehart Opitz
Ekkehart Opitz (* 13. Mai 1967 in Hamburg), Spitzname „der Reverend“, ist ein Kiez-Original auf der Hamburger Reeperbahn, deutscher Autor, Publizist, Kolumnist und Schauspieler.

## Leben
Ekkehart Opitz wurde in Hamburg geboren und zog im Alter von sechs Jahren nach Tübingen um. Von 1986 bis 1992 arbeitete er im Soziokulturellen Zentrum Club Voltaire. Dort organisierte er die Kleinkunstdonnerstage und die Tübinger Festivals mit. 1992 schrieb er das Buch Diletata über eine fiktive Künstlergruppe aus dem Jahr 1919. 1992 begann er ein Studium der Angewandten Kulturwissenschaften an der Leuphana Universität Lüneburg. 1994–1998 tourte er mit der Performance „KettenSeele“ zusammen mit Hartmut Fischer und drei polnischen Musikern durch Polen. 1997 gründete er eine Internetagentur.

## Kiezleben
2006 war Opitz Gründungsmitglied des Round Table St. Pauli (RT84). Von 2012 bis 2015 arbeitete er im Sankt-Pauli-Museum von Günter Zint mit und organisierte dort zeitgeschichtliche Ausstellungen. Von 2016 bis 2020 war er der 2. Vorsitzende des St. Pauli Bürgervereins von 1843. In dieser Zeit etablierte er den Sankt-Paulus-Tag, ein Stadtteil-Happening, welches jährlich mit wechselndem Programm immer am 29. Juni stattfindet. Seit 2016 ist er einer der ehrenamtlichen Winzer des Hamburger Weinbergs am Stintfang. 2018–2020 war er Reeperbahn-Blogger für die Hamburger Morgenpost. 2020 gründete er die Künstlergruppe EWIG, zusammen mit dem Ex-Luden Klaus Barkowsky und den Künstlern Claudia Tejeda und Lars Möller.
Seit 2018 betreibt er das Hamburger Erotic Art Museum Hamburg mit wechselndem Ausstellungsprogramm mit Künstlern wie Gott&Gilz, Tomi Ungerer und BRAVO-Fotograf Bubi Heilemann. In der Funktion als Museumsdirektor organisierte er die Hans-Albers-Fassade mit 17 Künstlern am Hans-Albers-Platz und Nackt-Lesungen mit Antje Nikola Mönning im Verlies von Kalle Schwensen.
2020 gründete er mit Roman Gilz und Gordan Nikolic das Hamburger NFT-Museum als Virtual-Reality-Projekt. 2022 zierte er das Cover des Buches Faces of St. Pauli.

## Bücher
- Das Buch Diletata: Anton Brenner Verlag, Tübingen 1992, ISBN 3-88466-133-7.
- Theaterperipherien: Konkursbuchverlag Verlag, Hrsg. Hartmut Fischer, Beitrag "Die Angst der Theaters vor dem Abseits", Tübingen 1996, ISBN 3-88769-235-7.
- Im Korridor: Kadera Verlag, Hamburg 2025, ISBN 978-3-948218-67-6.